# Капустина, Ольга Евгеньевна
Ольга Евгеньевна Капустина (8 января 1983) — российская футболистка и игрок в мини-футбол, вратарь, тренер. Мастер спорта России международного класса по мини-футболу.

## Биография
Воспитанница красноярского футбола, первые тренеры — Александр Юрьевич Гришков, Владимир Петрович Карташов. На взрослом уровне начала выступать в 18-летнем возрасте в команде «Энергетик» (Кисловодск), где провела полтора года, затем играла за «Нику» (Нижний Новгород) в первой и высшей лиге и за «Неву» (Санкт-Петербург), а по состоянию на 2006 год — за пермский клуб «Звезда-2005». В ряде матчей выходила на позиции полевого игрока. С ростом 163 см была одним из самых низкорослых вратарей в женском футболе.
В течение трёх лет выступала за «Рязань-ВДВ», затем — за «Зоркий» и снова за рязанский клуб, часть этого периода провела во втором составе клуба. В конце карьеры играла за «Енисей».
В 2009 году выступала за сборную России на Универсиаде в Белграде, где россиянки заняли пятое место.
Помимо большого футбола, играла в мини-футболе за команды Нижнего Новгорода и Рязани, а также за красноярскую «Сибирячка-КГПУ» и «Волжанку» (Чебоксары). Вызывалась в состав сборной России по мини-футболу, серебряный призёр чемпионата Европы в Чехии, победительница (2009) чемпионата Европы в Польше, победительница Лиги чемпионов по мини-футболу.
В период выступления за «Рязань-ВДВ» работала детским тренером. В 2018 году перешла на тренерскую работу в «Енисее», была администратором и тренером команды. С июля 2019 года по сентябрь 2022 года — главный тренер «Енисея». С конца сезона 2023 года тренирует молодёжную команду «Енисея».